# Этова-Маундз
Индейские курганы Этова, или Этова-Маундз, — археологический памятник в округе Барроу, штат Джорджия к югу от Картерсвилла, США. Памятник расположен на северном берегу реки Этова (англ. Etowah River). Этова был причислен к Национальным историческим памятникам в 1964 году.
Здесь расположены три крупных кургана с навершием-платформой и три меньших, малоизвестных кургана. Местность была заселена в период около 1000—1550 н. э. индейцами миссисипской культуры. Период заселения, в свою очередь, делится на три археологических фазы: около 1000—1200 гг. н. э., около 1250—1375 н. э. и 1375—1550 н. э. Остатки более древней керамики свидетельствуют, что в данной местности существовало более древнее поселение (около 200 г. до н. э. — 600 н. э.), связанное с культурой Свифт-Крик; в этот же период крупный центр культуры Свифт-Крик существовал неподалёку, в Лик-Маундз.
Вокруг Этова-Маундз было возведено полукруглое укрепление. Внешняя полоса, состоявшая из зарослей орешника, защищала поселение от обстрела вражеских стрел. Глубокий ров блокировал доступ врагу и был обнесён палисадом. Ров также служил дренажной системой во время наводнений, обычных в этих местах вплоть до сооружения дамбы в 1947 году.
Артефакты, обнаруженные в погребениях Этова, показывают, что жители обладали развитой культурой с точки зрения искусства и технологий — это, в частности, многочисленные медные орудия, предметы оружия и орнаментальные пластинки. В случаях, когда наличие меди защищало ткань от разложения, археологи также обнаружили ярко окрашенные ткани с орнаментальными узорами — остатки одежды местной элиты.
Несмотря на то, что до конца XX века большинство жителей Джорджии полагало, что Этову построили чероки, говорившие на языке ирокезской семьи, курганный комплекс в настоящее время считается построенным народом маскоги (криков), говорившем на языке маскогской семьи. Чероки прибыли в эту местность лишь в конце XVIII века.